# Płomień i strzała
Płomień i strzała (ang. The Flame and the Arrow) – amerykański film płaszcza i szpady z 1950 roku.

## Fabuła
XII-wieczną Lombardię podbijają wojska niemieckiego cesarza Fryderyka Barbarossy. Lombardzcy górale jednak liczą, że kiedyś odzyskają niepodległość. W tym czasie jeden z nich, myśliwy Dardo, odprowadza swojego 5-letniego syna Rudiego do rodzinnego miasta na naukę. Miastem rządzi złowieszczy heski hrabia Ulrich, zwany „Jastrzębiem”, któremu Francesca, żona Dardy, dała się uwieść i porzuciła rodzinę tuż po narodzinach Rudiego. Mający z nim przez to zatarg Dardo zabija z łuku jednego z ptaków sokolniczych hrabiego. Traktując to jako złamanie prawa, Jastrząb nakazuje zabrać Rudiego do swego pałacu, a jego ojca aresztować. Dardo w trakcie ucieczki zostaje ciężko ranny. Na szczęście udaje mu się znaleźć schronienie w górach, gdzie wraca do zdrowia pod opieką przyjaciół.
W pałacu Jastrzębia Rudi nie czuje się dobrze, mimo komfortu i obecności matki, która nie chce, by żył jako wieśniak. Jastrząb chce zmusić swoją bratanicę Anne do politycznego małżeństwa z lombardzkim markizem de Granezią. Gdy markiz odmawia zapłacenia podatków, zostaje aresztowany, a jego dobra skonfiskowane. W drodze do aresztu zostaje odbity przez Dardę i innych banitów. Wraz ze swoim minstrelem Apollo, markiz przyłącza się do rebeliantów zbuntowanych przeciw rządom Jastrzębia. By odzyskać syna, Dardo i jego najlepszy przyjaciel, niemy kowal Piccolo, włamują do pałacu z pomocą ich pracującej tam przyjaciółki Angeli. 
Próba odbicia Rudiego nie udaje się i górale muszą salwować ucieczką. Wkrótce na ich drodze pojawia się Anne. Piccolo wpada na pomysł, by to ją porwać. Zabierają ją do swojej tajnej bazy w rzymskich ruinach, skąd Anne kilkakrotnie próbuje uciec. Dardo, za pośrednictwem Piccolo, wysyła wiadomość do hrabiego, oferując wymianę więźniów. Tymczasem Anne zaczyna się zbliżać do Dardy, który odrzuca jej względy uważając, że podobnie jak jej stryj chce związać się z osobą z niższej warstwy dla własnej rozrywki. Wkrótce wybatożony Piccolo wraca ze złymi wieściami. Decyzją Jastrzębia ma zostać powieszony o świcie stryj Dardy – emerytowany szewc Papa Pietro. Dardo i pozostali biegną do miasta, gdzie ratują Papę od stryczka. 
Następnie Dardo dowiaduje się od swojej stryjenki Nonny, że pięciu kolejnych więźniów zostało zabranych, aby powiesić ich w miejsce Papy. Dardo oddaje się, aby uratować pozostałych, i zostaje publicznie powieszony, także na oczach Rudiego. Jastrząb bierze resztę rebeliantów do niewoli. W rzeczywistości Dardo przeżył, gdyż zaprzyjaźniony garbarz podszywający pod kata sfingował powieszenie. Wie o tym markiz, który, chcąc mieć Anne dla siebie, informuje Jastrzębia o planach powstania. W nagrodę hrabia daje mu rękę Anne. Gdy Anne się o tym dowiaduje, informuje o wszystkim Nonnę, u której ukrywa się Dardo. Rebelianci nadal chcą wzniecić powstanie, więc Piccolo wpada na pomysł, by w przebraniach akrobatów dołączyć do mediolańskiej trupy cyrkowej na zbliżający się pałacowy festyn. 
Podstęp działa. Gdy powstańcy są gotowi, zdejmują przebrania i rozpoczyna się bitwa, do której dołączają cyrkowcy po stronie powstańców. Anne ostrzega Dardę, że Jastrząb pobiegł po jego syna. Dardo dogania Jastrzębia, będącego w towarzystwie markiza. Hrabia zostawia Dardę i markiza, aby walczyli na miecze. Chociaż Dardo nie żywi urazy do markiza i próbuje go przekonać, by odstąpił, ten odmawia. Nie mając szans z szermierczymi umiejętnościami markiza, Dardo pogrąża pokój w ciemności i wykorzystuje swe doświadczenie myśliwskie w wygranej. Później znajduje Francescę, zabitą nożem w plecy po próbie ochrony Rudiego. Z murów obronnych widzi hrabiego daleko w dole, trzymającego Rudiego sztyletem przy gardle, używając go jako żywej tarczy, aby uciec. Dardo znajduje łuk i, celując ostrożnie, zabija Jastrzębia. Po wygranej bitwie, świętując z przyjaciółmi, Dardo obejmuje Rudiego i Anne. 

## Obsada
- Burt Lancaster – Dardo Bartoli
- Virginia Mayo – markizanka Anne Heska
- Robert Douglas – markiz Alessandro de Granezia
- Francis Pierlot – Papa Pietro Bartoli
- Frank Allenby – hrabia „Jastrząb” Ulrich
- Nick Cravat – Piccolo
- Lynn Baggett – Francesca Bartoli
- Gordon Gebert – Rudi Bartoli
- Aline MacMahon – Nonna Bartoli
- Norman Lloyd – Apollo
- Victor Kilian – aptekarz Mazzoni
- Robin Hughes – garbarz
- Casey Sue – Angela
- Leon Belasco –
  - impresario Arturo z Mediolanu,
  - herold